# Port de Valldemossa
Es Port de Valldemossa, també conegut amb el nom de sa Marina o Cala Valldemossa, és un llogaret costaner del municipi de Valldemossa (Serra de Tramuntana, Mallorca).
És un antic nucli de pescadors que s'ha convertit en un petit punt d'estiueig i generalment a l'hivern està deshabitat. Fins al 2005 hi havia dues persones afiliades a la Seguretat Social com a pescadors, però el 2006 ja no n'hi havia cap, de manera que la pesca ha passat a ser-hi una activitat merament recreativa. Al Port de Valldemossa hi ha una petita platja de grava i un port de reduïdes dimensions que només serveix per resguardar petites embarcacions.
El Port es comunica amb Valldemossa mitjançant la carretera Ma-1131, molt sinuosa i estreta i amb un límit de tonatge de 16,5 tones. Durant els mesos de juliol i agost, existeix un servei de minibusos que uneix les dues poblacions amb tres freqüències d'anada i tornada.